# Capelas
Capelas ist eine portugiesische Gemeinde (Freguesia) im Kreis (Município) von Ponta Delgada auf der Azoreninsel São Miguel. In ihr leben 3981 Einwohner (Stand 19. April 2021). Die Kirchengemeinde existiert seit 1592 und die Kirche Nossa Senhora da Apresentacao wurde von 1767 und 1806 errichtet.

## Wirtschaft
Früher bis Mitte des 20. Jahrhunderts ging die Bevölkerung dem Walfang nach. Die Gemeinde gedenkt dieser Zeit mit einem Denkmal gegenüber der Kirche.

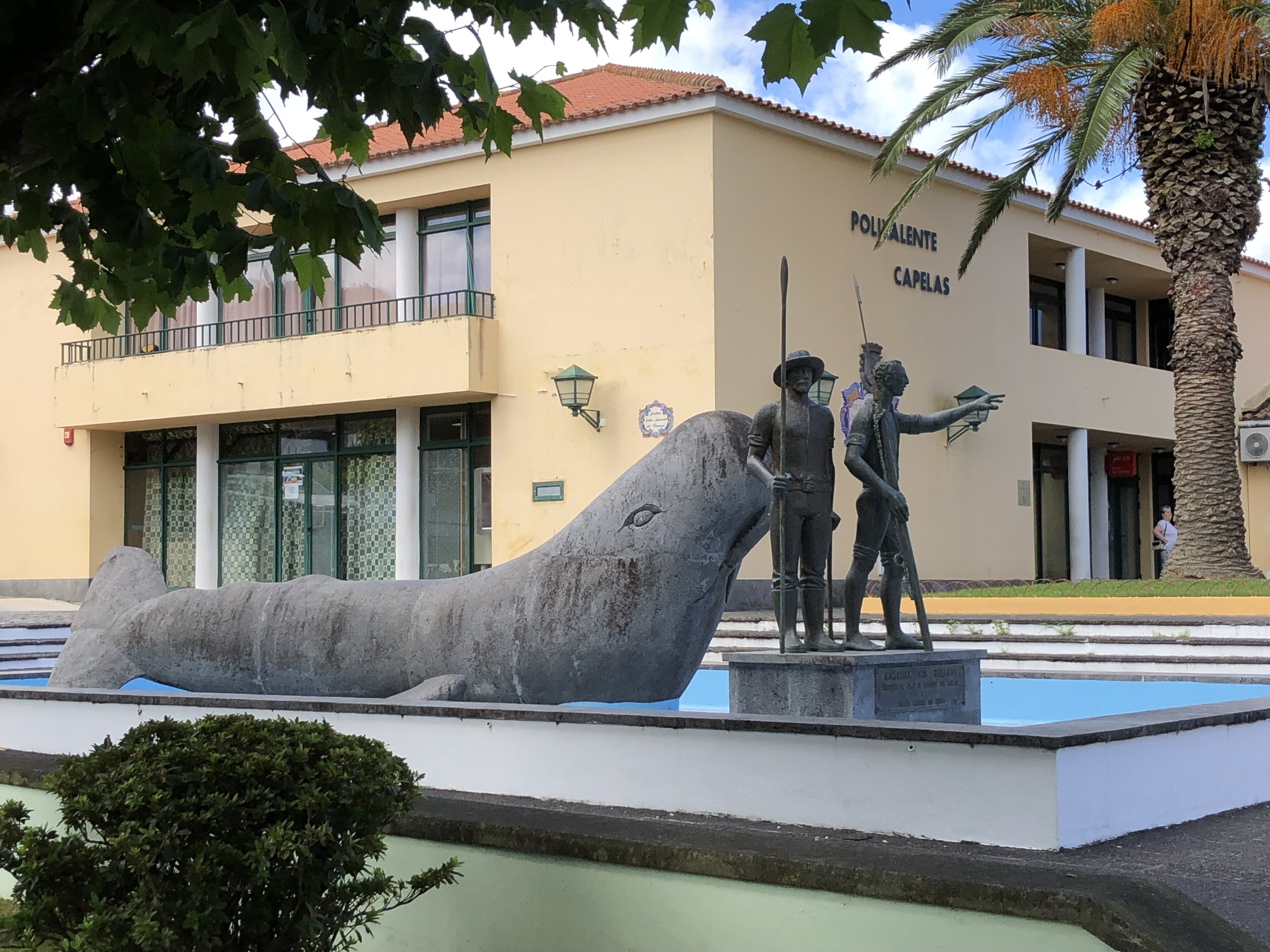
Denkmal (errichtet 1994) zum Gedenken an die Walfänger der Gemeinde Freguesia

Heute bestimmt der Tourismus das wirtschaftliche Geschehen mit Hotels, Golfplatz, Restaurants und Supermärkten. Die alte Walfängerbucht wird als Meeresschwimmbad verwendet.